# Claudine von Villa Bella
Claudine von Villa Bella (1776) ist ein Schauspiel mit Gesang von Johann Wolfgang von Goethe. Es wurde mehrfach vertont, unter anderem von Johann Friedrich Reichardt (1789), Carl Traugott Eisrich (1813), Franz Schubert (1815) und Engelbert Humperdinck (1868–1872; EHWV 5).
Goethe setzte sich mit dem Singspiel bewusst von der an Opéra comique und Opera buffa orientierten Tradition ab und setzte Gedanken und Motive des Sturm und Drang in Operettenform um. Das Stück wechselte ursprünglich zwischen Dialogen in Prosa und Gesangspartien. Während der italienischen Reise setzte Goethe die Prosapartien in Blankverse und überarbeitete auch den Gesangsteil.

## Selbstzeugnis
„Erwin und Elmire sowie Claudine von Villa Bella sollten nun auch nach Deutschland abgesendet werden; ich hatte mich aber durch die Bearbeitung Egmonts in meinen Forderungen gegen mich selbst dergestalt gesteigert, daß ich nicht über mich gewinnen konnte, sie in ihrer ersten Form dahinzugeben. Gar manches Lyrische, das sie enthalten, war mir lieb und wert; es zeugte von vielen zwar töricht, aber doch glücklich verlebten Stunden, wie von Schmerz und Kummer, welchen die Jugend in ihrer unberatenen Lebhaftigkeit ausgesetzt bleibt. Der prosaische Dialog dagegen erinnerte zu sehr an jene französischen Operetten, denen wir zwar ein freundliches Andenken zu gönnen haben, indem sie zuerst ein heiteres singbares Wesen auf unser Theater herüberbrachten, die mir aber jetzt nicht mehr genügen wollten als einem eingebürgerten Italiener, der den melodischen Gesang durch einen rezitierenden und deklamatorischen wenigstens wollte verknüpft sehen... Da ich nun die Bedürfnisse des lyrischen Theaters genauer kenne, habe ich gesucht, durch manche Aufopferungen dem Komponisten und Akteur entgegenzuarbeiten. Das Zeug, worauf gestickt werden soll, muß weite Fäden haben, und zu einer komischen Oper muß es absolut wie Marli gearbeitet sein. Doch hab' ich bei dieser wie bei „Erwin“ auch fürs Lesen gesorgt. Genug, ich habe getan, was ich konnte... In diesem Sinne wird man nunmehr beide Opern bearbeitet finden; ihre Kompositionen haben hie und da Freude gemacht, und so sind sie auf dem dramatischen Strom auch zu ihrer Zeit mit vorübergeschwommen.“